# 우리 가족은 외박 중
《우리 가족은 외박 중》(영어: The Overnight)은 미국에서 제작된 패트릭 브라이스 감독의 2015년 섹스 코미디 영화이다. 애덤 스콧, 테일러 실링, 제이슨 슈워츠먼, 쥐디트 고드레슈 등이 주연으로 출연하였고, 나오미 스콧 등이 제작에 참여하였다.
이 영화는 2015년 1월 23일 제31회 선댄스 영화제에서 초연되었다. 이후 디 오처드에 의해 2015년 6월 19일에 제한 개봉되었다.

## 출연
- 애덤 스콧 - 앨릭스 역
- 테일러 실링 - 에밀리 역
- 제이슨 슈워츠먼 - 커트 역
- 쥐디트 고드레슈 - 샤를로트 역
- 수전 트레일러